# Rincón de los Reinas
El Rincón de los Reinas es una localidad y pedanía española perteneciente al municipio de Zafarraya, en la provincia de Granada. Está situada en la parte noroccidental de la comarca de Alhama. A dos kilómetros del límite con la provincia de Málaga, cerca de esta localidad se encuentran los núcleos de Zafarraya capital, Venta de la Leche, El Almendral, Ventas de Zafarraya y Pilas de Algaida.

## Demografía
Según el Instituto Nacional de Estadística de España, en el año 2013 Rincón de los Reinas contaba con 8 habitantes censados, de los cuales 5 eran varones y 3 mujeres.

### Evolución de la población
| Gráfica de evolución demográfica de Rincón de los Reinas entre 2003 y 2013 |
|                                                                            |
| Datos según el nomenclátor publicado por el INE.                           |